# Heinrich Zöllner
Heinrich Zöllner, född den 4 juli 1854 i Leipzig, död den 4 maj 1941 i Freiburg im Breisgau, var en tysk dirigent och tonsättare, son till Carl Friedrich Zöllner.  
Zöllner var elev vid konservatoriet i sin hemstad, blev 1885 kördirigent och konservatorielärare i Köln, 1890 kördirigent i New York, 1898 universitetsmusikdirektor i Leipzig och 1902 kompositionslärare vid stadens konservatorium, 1907 lärare vid Sternska konservatoriet i Berlin och var från samma tid till 1912 förste kapellmästare vid flamländska operan i Antwerpen. År 1914 överflyttade han till Freiburg, där han levde helt obemärkt bortsett från att han mellan 1922 och 1932 anmälde operaföreställningar i Freiburger Zeitung. 
Han komponerade flera operor, bland andra Frithjof (Tegnérs text i Edmund Zollers översättning, 1884), Faust (efter Goethes drama, 1887), Der Überfall (1895) och Die versunkene Glocke (1899), rätt många körverk med soli och orkester, bland andra Luther (1883), Columbus (1886), Die neue Welt (1893) och Heerschau (1901), tre symfonier med flera orkesterstycken samt visor och manskvartetter.